# Constant Rate Factor
Constant Rate Factor (CRF) (укр. Постійне значення оцінки) — метод однопрохідного стиснення відео кодеком x264.
Зазвичай кодування відео з постійною якістю здійснюється шляхом стиснення кожного кадру однакового типу в однакову к-сть разів. Технічно — це означає підтримку постійного значення параметра квантування (англ. Quantization Parameter, QP).
Метод CRF стискає схожі кадри неоднаково: це відбувається за рахунок того, що враховується рух об’єктів. Візуально людина розрізняє більше деталей в нерухомих об’єктах, ніж в рухомих, тому програма стиснення відео може відкинути більше деталей (збільшити стиснення) на рухомих елементах і зберегти більше (збільшити деталізацію) на нерухомих. Суб’єктивно, таке відео буде здаватися якіснішим.